# Fibblegökbi
Fibblegökbi (Nomada facilis) är en biart som beskrevs av Schwarz 1967. Den ingår i släktet gökbin och familjen långtungebin. Inga underarter finns listade i Catalogue of Life.

## Beskrivning
Grundfärgen på huvud och mellankropp är företrädesvis svart med markeringar i avvikande färg, för honans del rödbrunt på kindernas nederdel, käkarnas inre delar, antennernas undersidor och pucklarna på mellankroppens skuldror. Hanen har i stället markeringarna på kinderna och käkarna gula, och inga teckningar i någon avvikande färg på mellankroppen. Tergiterna 1 samt 3 till 5 har främre delen mörk, bakre delen rödbrun, medan hela den bakersta tergiten är svart. Arten har en långsträckt men liten kropp, med en längd mellan 6 och 7 mm. Den är mycket lik andra röda och svarta gökbiarter, i synnerhet slåttergökbi och silvergökbi.

## Ekologi
Fibblegökbiet bygger inga egna bon, utan larven lever som boparasit hos fibblesandbi samt, i Sydeuropa även slåttersandbi, där den dödar ägget eller larven och lever på det insamlade matförrådet. Arten håller till i liknande habitat som värdarterna, äldre jordbrukslandskap och alvar på grusbotten med riklig tillgång till fibblor. Längre söderut förekommer den även längs väg- och åkerrenar med öppen, blomsterrik vegetation. Precis som värdarterna besöker fibblegökbiet gärna fibblor, men det kan även besöka andra blommande växter. Flygperioden varar från början av juni till mitten av juli

## Utbredning
Utbredningsområdet utgörs av Central- och Sydeuropa samt Turkiet. Den enda del av Nordeuropa som arten Förekommer i är Sverige. Förutom detta land går nordgränsen längs Belgien, Tyskland och Polen, och östgränsen i asiatiska Turkiet.
I Sverige finns fibblegökbiet sedan 1954 endast på Öland och Gotland.
Arten finns inte i Finland.

## Status
Globalt är fibblegökbiet klassificerat som livskraftigt ("LC"), men IUCN konstaterar att det är rödlistat i tre länder, TYskland, Slovenien och Sverige, samt anger skogsplantering och annat markutnyttjande som möjliga faror.
Arten har varit känd i Sverige sedan 1860-talet, då den förutom på Öland och Gotland även fanns i Skåne, Småland, Östergötland och Södermanland. Den började emellertid att minska under mitten av 1900-talet, och har sedan 1954 försvunnit helt från fastlandet. Den är rödlistad med klassificeringen akut hotad ("CR"). Främsta hoten idag är intensivt fårbete, som påverkar värdarten, och i sin förlängning även fibblegökbiet. Igenväxning av habitatet och skogsplantering är andra faror.